# Carcasão

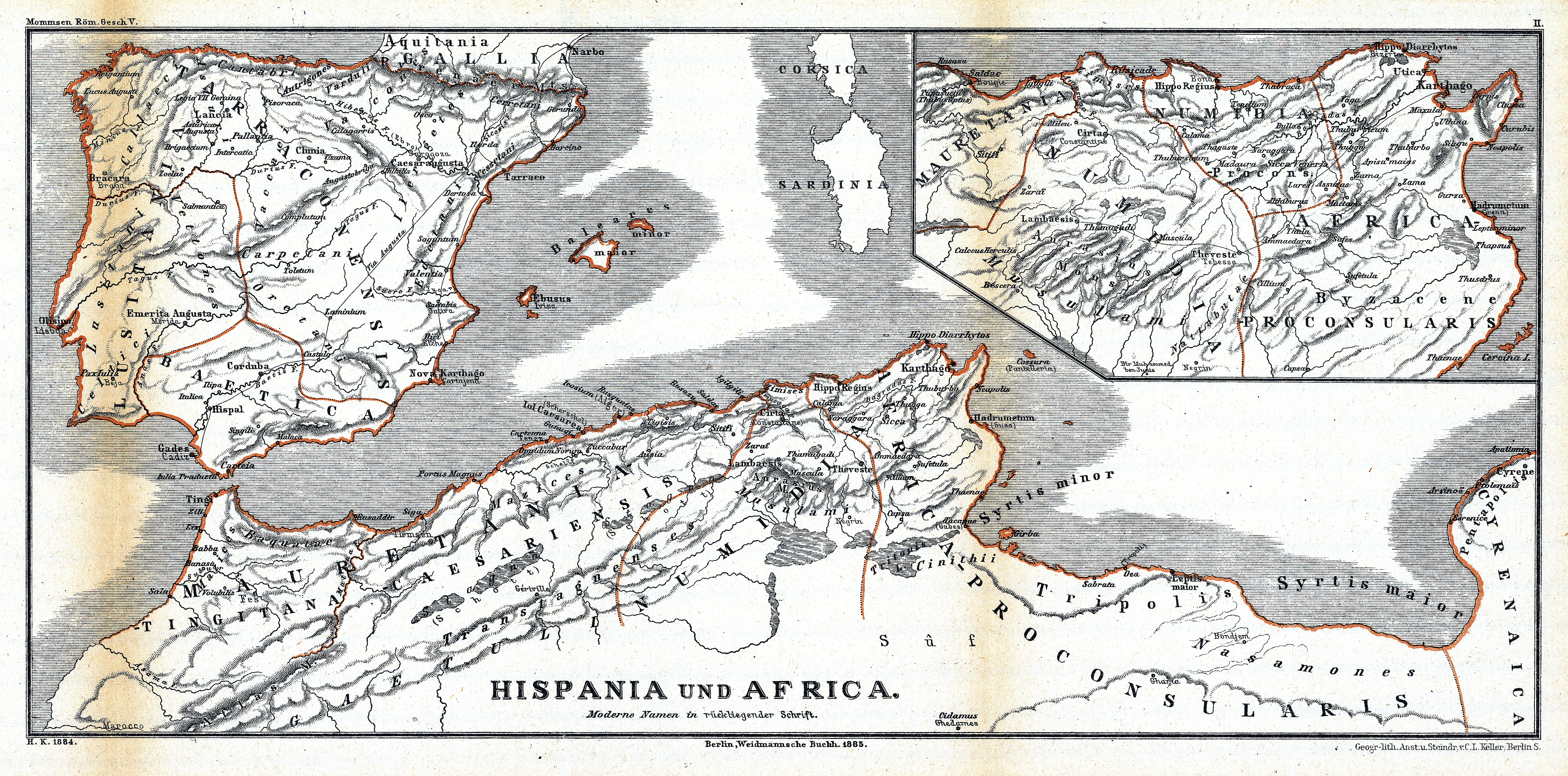
Prefeitura pretoriana da África

Carcasão (em latim: Carcasan; m. 548) foi um líder tribal ifurace, uma das tribos marmáridas que habitavam a Tripolitânia e Líbia, ativo nas revoltas berberes na Prefeitura pretoriana da África em meados do século VI. Aparece pela primeira vez no inverno de 546/547, ao ser derrotado com Antalas e outros líderes por tropas bizantinas sob João Troglita. Em 547, depois da morte de Jerna, reuniu as tribos berberes dispersas e foi aclamado líder. Após se consultar com o oráculo de Amom, reiniciou a guerra contra os bizantinos e derrotou-os sob João Troglita na Batalha de Marta.
Na primavera de 548, ele e Antalas entraram em conflito com os bizantinos. As tropas berberes marcharam contra João Troglita e acamparam na planície de Mama ou Mames. Carcasão, confiante após a vitória no ano anterior, quis confrontar o exército imperial imediatamente, mas deu lugar a Antalas, que defendia a tática moura de retirar-se e chamar os bizantinos ao interior, forçando-os a marchar para longe das bases de abastecimento e pelo país devastado, esgotando e desmoralizando-os. Os rebeldes colocaram em prática a tática de Antalas, mas quando acamparam na planície chamada de Campos de Catão foram obrigados a lutar. Na luta que se seguiu, os bizantinos venceram e Carcasão, durante um contra-ataque, foi morto pelo próprio Troglita.